# IndiGo
IndiGo (InterGlobe Aviation Limited) és una aerolínia de baix cost amb seu a Gurgaon, Haryana (Índia). Es tracta de la primera aerolínia de l'Índia en nombre de passatgers transportats i mida de la flota, amb una quota de mercat del 57,5% en els vols nacionals a abril de 2023 A més a més, és la primera aerolínia de baix cost d'Àsia en mida de la flota i nombre de passatgers transportats, així com la quarta aerolínia més gran d'Àsia, amb un total de més de 300 milions de passatgers transportats a novembre de 2022.
A novembre de 2022, l'aerolínea opera uns 1600 vols diàris a 101 destinacions – 75 domèstiques i 26 internacionals. La seva base principal és l'Aeroport Internacional Indira Gandhi, Delhi.
IndiGo va ser fundada l'any 2006 com una companyia privada per Rahul Bhatia. Va rebre el seu primer avió el juliol d'aquell any i al mes següent va començar a operar. El novembre de 2015 el govern indi va comprar l'aerolínea, convertint-la en una companyia pública.

## Història
IndiGo va ser fundada l'any 2006 com a empresa privada per Rahul Bhatia d'InterGlobe Enterprises i Rakesh Gangwal. InterGlobe tenia una participació del 51,12% a IndiGo i el 47,88% estava en mans de l'empresa Caelum Investments de Gangwal, amb seu a Virgínia.
IndiGo va fer una comanda de 100 avions Airbus A320-200 el juny de 2005 amb plans per començar a operar a mitjans de 2006. IndiGo va rebre el seu primer avió el 28 de juliol de 2006 i va començar a operar el 4 d'agost de 2006 amb un servei de Nova Delhi a Imphal via Guwahati. A finals de 2006, l'aerolínia tenia sis avions, i nou més adquirits el 2007. El desembre de 2010, IndiGo va substituir la companyia estatal Air India com la tercera companyia aèria més gran de l'Índia, darrere de Kingfisher Airlines i Jet Airways en mercat de passatgers.
El 2011, IndiGo va fer una comanda de 180 avions Airbus A320 en un acord per valor de 15 000 milions de dòlars. El gener de 2011, després de cinc anys d'operacions, l'aerolínia va obtenir permís per operar vols internacionals. El desembre de 2011, el directoriat general d'aviació civil de l'Índia va expressar que la ràpida expansió podria afectar la seguretat dels passatgers.
El febrer de 2012, IndiGo va rebre el seu 50è avió, poc menys de sis anys després que comencés a operar. Durant el trimestre que va finalitzar el març de 2012, IndiGo va ser la companyia aèria més rendible de l'Índia i es va convertir en la segona companyia aèria més gran de l'Índia en termes de quota de mercat de passatgers. El 17 d'agost de 2012, IndiGo es va convertir en la companyia aèria més gran de l'Índia en termes de quota de mercat, superant a Jet Airways.
El gener de 2013, IndiGo va ser la segona companyia aèria de baix cost amb més ràpid creixement a Àsia, darrere de la companyia aèria indonèsia Lion Air. El febrer de 2013, després de l'anunci del Ministeri d'Aviació Civil indi que permetria a IndiGo rebre només cinc avions aquell any, la companyia aèria planejava introduir vols regionals de baix cost mitjançant la creació d'una filial. Més tard, IndiGo va anunciar que tenia previst demanar permís al ministeri per adquirir quatre avions més, per la qual cosa va rebre nou avions el 2013. Al març de 2014, IndiGo és la segona aerolínea de baix cost més gran d'Àsia en termes de passetgers.
L'agost de 2015, IndiGo va fer una comanda de 250 avions Airbus A320neo per valor de 27.000 milions de dòlars, la qual cosa la converteix en la comanda individual més gran de la història d'Airbus. IndiGo va anunciar una oferta pública inicial de 3.018 milions de rupies (380 milions de dòlars EUA) el 19 d'octubre de 2015 que es va obrir el 27 d'octubre de 2015.
L'octubre de 2019, IndiGo va fer una altra comanda de 300 avions Airbus A320neo per valor de 2,3 mil milions de dòlars (33.000 milions de dòlars EUA), superant el seu propi rècord de comanda individual més gran de la història d'Airbus.
El desembre de 2019, l'aerolínia es va convertir en la primera companyia aèria índia a operar 1.500 vols diaris. El 31 de desembre de 2019, es va convertir en la primera companyia aèria de l'Índia a tenir una flota de més de 250 avions.
L'1 de febrer de 2023, l'aerolínia va incorporar el Boeing 777 a la seva flota després d'adquirir un avió amb un contracte d'arrendament amb Turkish Airlines, que tindrà una durada inicial d'un any. Un segon avió amb la lliurat a IndiGo es posarà en servei en els propers mesos. Aquest és el primer avió de fuselatge ample que opera la companyia aèria, alhora que ofereix els seus primers seients en classe business.